# یواس‌اس ادسال (دی‌دی-۲۱۹)
یواس‌اس ادسال (دی‌دی-۲۱۹) (به انگلیسی: USS Edsall (DD-219)) یک کشتی بود که طول آن ۹۵٫۸۳ متر (۳۱۴٫۴ فوت) بود. این کشتی در سال ۱۹۲۰ ساخته شد.